# مسئول

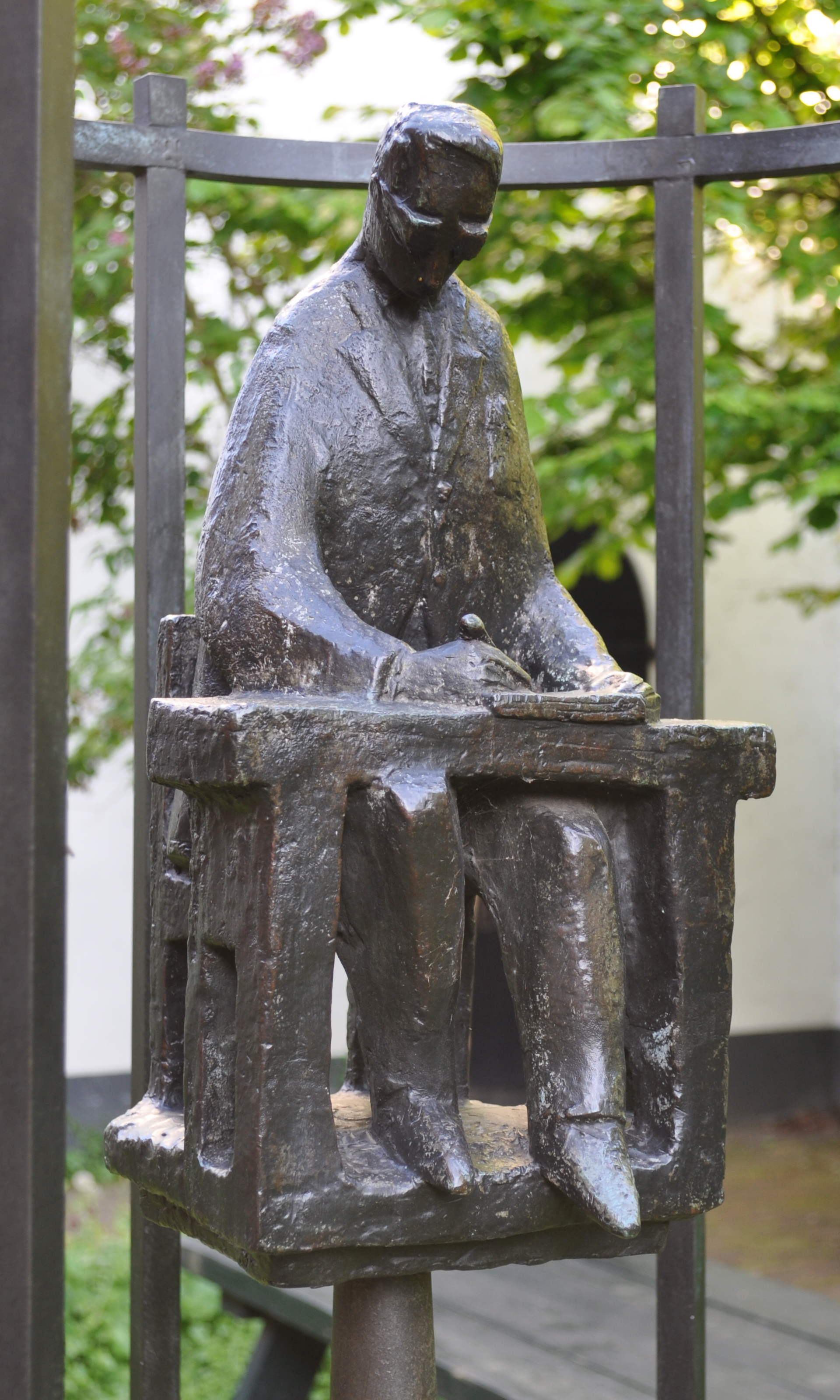
آمبتنار("مقام دولتی")، توسط لوئیس دوزه، اوترخت، ۱۹۶۱

یک مقام یا مسئول رسمی (به انگلیسی: official) فردیست دارای یک دفتر (به منظور وظیفه یا اختیارات است و نه لزوماً در اختیار داشتن یک فضای واقعی زیر عنوان دفتر کار) در یک سازمان یا دولت که دارای قدرت اعمال اختیارات است. مقام منتخب، شخصی است که طی انتخابات به مقام خود دست پیدا کرده. برخی از مناصب رسمی ممکن است موروثی باشد. شخصی که در حال حاضر دفتر دارد ممکن است به عنوان یک متصدی شناخته شود.
کلمه مقام (به انگلیسی: Official)به عنوان یک اسم از دوره انگلیسی میانه ثبت شده‌است و اولین بار در سال ۱۳۱۴ به کار رفته. این واژه از واژه فرانسوی قدیم (قرن دوازدهم) official، از لاتین officialis ("خدمتگزار یک قاضی، کارمند دولتی")، اسم استفاده از صفت اصلی officialis ("از یا متعلق به وظیفه، خدمت یا مقام") گرفته شده‌است.

## برای مطالعهٔ بیشتر
- "official - Search". Online Etymology Dictionary. Retrieved 25 October 2018.